# Туве Лу
Ебба Туве Ельса Нільссон (англ. Ebba Tove Elsa Nilsson; нар. 29 жовтня 1987, Стокгольм, Швеція) — шведська співачка, авторка пісень, композиторка, відома сирою поп-музикою із ґранджовими елементами. За свої чесні, складні та автобіографічні тексти пісень була названа «найсумнішою дівчиною із Швеції». Журнал Rolling Stone назвав Туве Лу «найтемнішим поп-експортом із Швеції».
У 2013 Туве Лу підписала контракт із Universal Music, Island Records та Polydor Records. Наступного року співачка сягнула світової популярності із дебютним студійним альбомом «Queen of the Clouds». Альбом дебютував на 14 місці американського чарту Billboard 200, а сингл «Habits (Stay High)» досяг третього місця в Billboard Hot 100. Другий студійний альбом, «Lady Wood», вийшов у жовтні 2016 і дебютував на 11 місце чарту Billboard 200
Поруч із сольною кар'єрою, Лу є співавторкою пісень інших виконавиць, таких як: пісня «Homemade Dynamite» (2017) Lorde і «Love Me like You Do» (2015) Еллі Голдінг, за яку Лу отримала свою першу номінацію на Греммі на 58-й церемонії нагородження. Лу також співпрацювала із різними відомими музикантами, серед яких Alesso, Flume, Нік Джонас, Seven Lions, Broods, Urban Cone та Coldplay.

## Біографія
Ебба Туве Ельса Нільссон народилася 29 жовтня 1987 у шведській столиці Стокгольм, у комуні Дандерюд. Закінчила музичну школу Rytmus Musikergymnasiet.
В інтерв'ю Attitude у січні 2017 року Лу згадала про свою бісексуальність: «Бути відкритою та володіти своєю сексуальністю в обох випадках — як з чоловіками, так і з жінками — я думаю, що це ніколи не було великою проблемою», додавши, що їй дуже пощастило зростати в ліберальній країні. У березні того ж року вона дала інтерв'ю журналу Out, сказавши, що ніколи не мала стосунків з жінкою. Пізніше, у грудні 2022 року в Paper Magazine, Лу назвала себе пансексуалкою.
26 липня 2020 року Лу оголосила в Instagram, що одружилася зі своїм хлопцем Чарлі Тваддлом.

## Кар'єра
У 2006 сформувала рок-гурт Tremblebee. Після розпаду гурту Туве Лу продовжила працювати у музичному напрямку і в 2011 отримала контракт із Warner/Chapll Music. Працювавши із відомими музичними продюсерами, такими як Александер Кронлунд, Макс Мартін та Xenomania, Лу стала успішною авторкою пісень і опісля незалежно випустила власні композиції.
У 2014 році Лу випустила свою першу лінію одягу, моделлю якої вона також була, а сам одяг був заснований на текстах її мініальбому Truth Serum.
Співачка висловлювала своє розчарування цензурою в США, включно з текстами її пісень, хоча й розуміє, що це єдиний спосіб, щоб її пісні крутили на радіо. Вона прокоментувала, що «…у Швеції ми не проводимо таку цензуру. Ви чуєте по радіо кожну лайку шведською та англійською мовами, і діти підспівують».
Лу часто запитують, чи не вважає вона себе негативним прикладом для наслідування для жінок через велику кількість згадок сексу і наркотиків у текстах її пісень. Артистка прокоментувала, що вважає нормальним говорити про секс, оскільки вона виросла в країні, де це вважається «нормальним і не соромним», і багатьом її шанувальникам подобається те, як вона виражає себе. Лу також вважає, що отримує такі коментарі через гендерні подвійні стандарти, додаючи: «Мені здавалося, що усі задають ці питання, тому що я дівчина… Було б дивно запитати хлопця про це. Це стосується і дівчини». 

## Дискографія
- Queen of the Clouds (2014)
- Lady Wood (2016)
- Blue Lips (2017)

## Нагороди та номінації
| Рік  | Нагорода                       | Категорія                           | Номінована робота            | Результат | Виноски |
| ---- | ------------------------------ | ----------------------------------- | ---------------------------- | --------- | ------- |
| 2014 | Scandipop Awards               | Best Song from a New Artist         | «Habits»                     | Номінація | [ 17 ]  |
| 2014 | MTV Europe Music Awards        | Best Swedish Act                    | Herself                      | Номінація | [ 18 ]  |
| 2015 | P3 Guld                        | Artist of the Year                  | Herself                      | Номінація | [ 19 ]  |
| 2015 | P3 Guld                        | Song of the Year                    | «Stay High (Habits remix)»   | Номінація | [ 19 ]  |
| 2015 | P3 Guld                        | Newcomer of the Year                | Herself                      | Перемога  | [ 20 ]  |
| 2015 | iHeartRadio Music Awards       | Best Lyrics                         | «Habits (Stay High)»         | Номінація | [ 21 ]  |
| 2015 | YouTube Music Awards           | 50 artists to watch                 | Herself                      | Перемога  | [ 22 ]  |
| 2015 | Grammis                        | Artist of the Year                  | Herself                      | Перемога  | [ 23 ]  |
| 2015 | Grammis                        | Song of the Year                    | «Habits (Stay High)»         | Перемога  | [ 23 ]  |
| 2015 | Grammis                        | Pop of the Year                     | Queen of the Clouds          | Номінація | [ 23 ]  |
| 2015 | Danish Music Awards            | This year's International Release   | Queen of the Clouds          | Номінація | [ 24 ]  |
| 2015 | Billboard Music Awards         | Top Streaming Song (Audio)          | «Habits (Stay High)»         | Номінація | [ 25 ]  |
| 2015 | Teen Choice Awards             | Choice Music: Breakout Artist       | Herself                      | Номінація | [ 26 ]  |
| 2015 | Rockbjörnen                    | Breakthrough of the Year            | Herself                      | Перемога  | [ 27 ]  |
| 2015 | BMI London Awards              | Song of the Year                    | «Habits (Stay High)»         | Номінація | [ 28 ]  |
| 2015 | MTV Europe Music Awards        | Best Swedish Act                    | Herself                      | Номінація | [ 29 ]  |
| 2015 | European Border Breakers Award | Sweden Album Of The Year            | Queen of the Clouds          | Перемога  | [ 30 ]  |
| 2015 | Scandipop Awards               | Best Female                         | Herself                      | Перемога  | [ 31 ]  |
| 2015 | Scandipop Awards               | Best Album                          | Queen of the Clouds          | Перемога  | [ 31 ]  |
| 2015 | Scandipop Awards               | Best Alternapop                     | Talking Body                 | Перемога  | [ 31 ]  |
| 2015 | American Music Awards          | New Artist of the Year              | Herself                      | Номінація | [ 32 ]  |
| 2015 | STIM                           | Platinagitarren                     | Herself                      | Перемога  | [ 33 ]  |
| 2015 | Capricho Awards                | New Artist                          | Herself                      | Перемога  | [ 34 ]  |
| 2016 | Золотий глобус                 | за найкращу пісню до фільму         | «Love Me like You Do»        | Номінація | [ 35 ]  |
| 2016 | Grammy Award                   | Best Song Written for Visual Media  | «Love Me like You Do»        | Номінація | [ 36 ]  |
| 2016 | Кінопремія «Вибір критиків»    | Best Song                           | «Love Me like You Do»        | Номінація | [ 37 ]  |
| 2016 | Scandipop Awards               | Best Video                          | «Moments»                    | Номінація | [ 38 ]  |
| 2016 | iHeartRadio Music Awards       | Best New Artist                     | Herself                      | Номінація | [ 39 ]  |
| 2016 | Teen Choice Awards             | Choice Music Single: Male           | «Close»                      | Номінація | [ 40 ]  |
| 2016 | Teen Choice Awards             | Choice Music — Love Song            | «Close»                      | Номінація | [ 40 ]  |
| 2016 | MTV Europe Music Awards        | Best Swedish Act                    | Herself                      | Номінація | [ 41 ]  |
| 2016 | Hollywood Music in Movies      | Best Original Song in a SciFi Movie | «Scars»                      | Номінація | [ 42 ]  |
| 2017 | APRA Music Awards              | Dance Work of the Year              | «Say It» (shared with Flume) | Номінація | [ 43 ]  |
| 2017 | APRA Music Awards              | Most Played Australian Work         | «Say It» (shared with Flume) | Номінація | [ 43 ]  |
| 2017 | NME Awards                     | Best International Female           | Herself                      | Номінація | [ 44 ]  |
| 2017 | NME Awards                     | Best Track                          | «Cool Girl»                  | Номінація | [ 44 ]  |
| 2017 | Grammis                        | Artist of the Year                  | Herself                      | Номінація | [ 45 ]  |
| 2017 | Grammis                        | Pop of the Year                     | Lady Wood                    | Номінація | [ 45 ]  |
| 2017 | Scandipop Awards               | Best Album                          | Lady Wood                    | Номінація | [ 46 ]  |
| 2017 | Scandipop Awards               | Best Electropop Song                | «True Disaster»              | Перемога  | [ 46 ]  |
| 2017 | Scandipop Awards               | Global Superstar of 2016            | Herself                      | Номінація | [ 46 ]  |
| 2017 | Scandipop Awards               | Social Hero of the Year             | Herself                      | Номінація | [ 46 ]  |
| 2017 | MTV Europe Music Awards        | Best Swedish Act                    | Herself                      | Номінація | [ 47 ]  |
| 2018 | Grammis                        | Artist of the Year                  | Herself                      | Номінація | [ 48 ]  |
| 2018 | Grammis                        | Album of the Year                   | Blue Lips                    | Номінація | [ 48 ]  |
| 2018 | Grammis                        | Pop of the Year                     | Blue Lips                    | Перемога  | [ 49 ]  |
| 2018 | Grammis                        | Lyricist of the Year                | Herself                      | Перемога  | [ 49 ]  |
| 2018 | Scandipop Awards               | Best Female Popstar                 | Herself                      | Номінація | [ 50 ]  |
| 2018 | Scandipop Awards               | Best Album                          | Blue Lips                    | Номінація | [ 50 ]  |

## Турне
- Queen of the Clouds Tour (2015)
- Lady Wood Tour (2017)